# Torreón de Llanes
El torreón o castillo de Llanes está situado en la localidad y concejo del mismo nombre en Asturias, España. Se trata de una torre defensiva ubicada en la muralla medieval, cuya fundación se remonta al siglo XIII. Esta torre sirvió como torre defensiva y más tarde de cárcel. La torre está edificada en piedra caliza con planta circular.
En 1876 se declaró Monumento Nacional.